# Amédée IX
Pour les articles homonymes, voir Amédée de Savoie.
Amédée IX, dit le Bienheureux et communément Amédée IX de Savoie, né à Thonon le 1er février 1435 et mort à Verceil le 30 mars 1472, est le 3e duc de Savoie, prince de Piémont de 1465 à 1472. Il est béatifié en 1677 à la demande de François de Sales.

## Biographie

### Origines
Amédée (Amadeus) est le fils de Louis Ier, duc de Savoie, prince de Piémont, comte d'Aoste et de Maurienne, et d'Anne de Lusignan, fille du roi Janus de Chypre. Il naît au château de Thonon, le 1er février 1435. Il se marie, en 1452, avec Yolande de France, fille du roi Charles VII.

### Règne
Épileptique, il est peu disposé à régner, et l'autorité est exercée par sa femme Yolande de France, mais aussi par son frère Philippe, comte de Bresse, qui intrigue régulièrement. Amédée aurait préféré embrasser une carrière religieuse en intégrant un couvent. Il avait, en 1471, pour secrétaire Claude de Prélian.

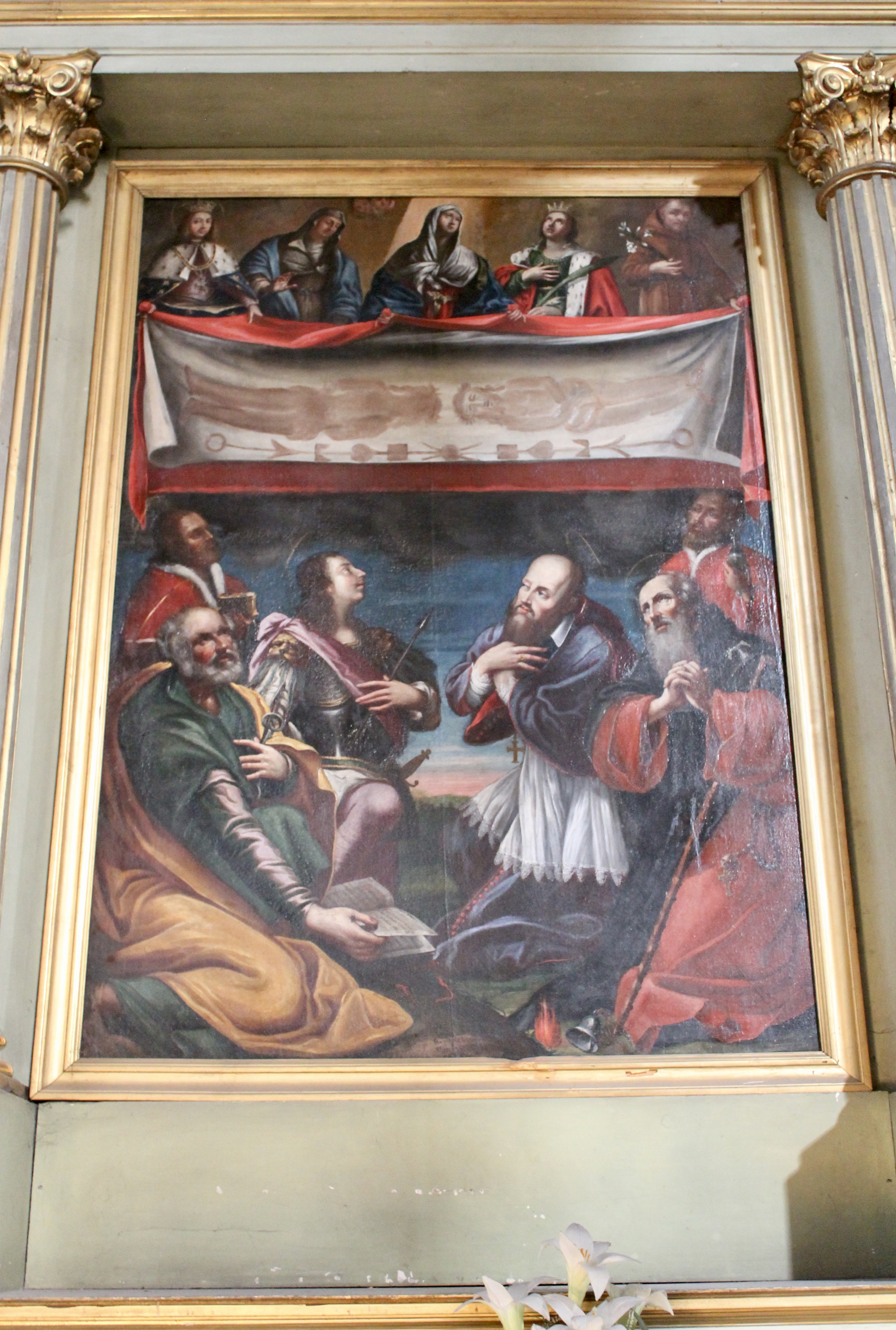
Le Saint-Suaire, Gabriel Dufour (1668). En haut, la Vierge Marie est entourée par Amédée IX, sainte Anne, sainte Agathe, ainsi qu'un moine portant une fleur de lys.

En 1453, le Saint-Suaire est installée dans l'église des Franciscains de Chambéry. Le duc fait construire une somptueuse chapelle afin d'accueillir le Saint-Suaire dans l'enceinte du château.
Amédée IX meurt le 30 mars 1472. Son corps est enterré dans la cathédrale Saint-Eusèbe de Verceil (Piémont). Il est ensuite « exhumé en 1518 et dispersé en reliques en 1677 ».

## Béatification
Amédée « est connu pour sa grande piété et pour sa charité envers les pauvres et les malheureux ». Il est rapidement considéré par les croyants « comme un saint ». En 1612, l'évêque de Genève, François de Sales, écrit une supplique au pape Paul V, en vue de sa béatification, le culte est autorisé le 3 mars 1677 par le pape Innocent XI.
Il est fêté le 27 avril localement et le 30 mars par l'Église catholique.

## Famille
Amédée de Savoie épouse, en 1452, Yolande de France (1434-† 1478), fille de Charles VII, roi de France, et de Marie d'Anjou, sœur de son beau-frère Louis XI, qui lui avait été destiné dès 1436. Yolande était son aînée de 12 mois et fut selon le contrat élevée avec son futur époux à la Cour de Savoie. Ensemble, ils ont entre dix et douze enfants, selon les sources, dont sept ont survécu :
1. Louis (5 octobre † 31 décembre 1453).
2. Anne (1455 † 1480), ∞  (1478) Frédéric Ier (1452 † 1504), roi de Naples.
3. Charles (1456 † 1471), prince de Piémont.
4. Louis (1458 † 1460).
5. Jean (1459 † 1461).
6. Marie (ca.1463 † 1511/13) ∞ (1478) Philippe de Hochberg[10]
d'où Jeanne, et les comtes princes de Neuchâtel et de Valangin.
7. Philibert (1465 † 1482), duc de Savoie sous le nom de Philibert Ier, comte d'Aoste et prince du Piémont, ∞ Blanche-Marie Sforza.
8. Louise (1462 † 1503), ∞ (1479) Hugues de Chalon, seigneur d'Orbe († 1490 ; fils de Louis II, prince d'Orange) ; bienheureuse.
9. Bernard (4 février † 3 septembre 1467). 
Son corps est inhumé dans l'ancienne église des Franciscains de la ville de Pignerol (Piémont)[7].
10. Charles (1468 † 1490), duc de Savoie, comte d'Aoste et prince du Piémont, ∞ (1485) Blanche de Montferrat.
11. Jacques-Louis (1470 † 1485), marquis de Gex, ∞ Louise de Savoie (sa cousine, fille de Janus de Savoie) ; mort sans postérité.
12. Jean-Claude Galléas (août † 7 novembre 1472).

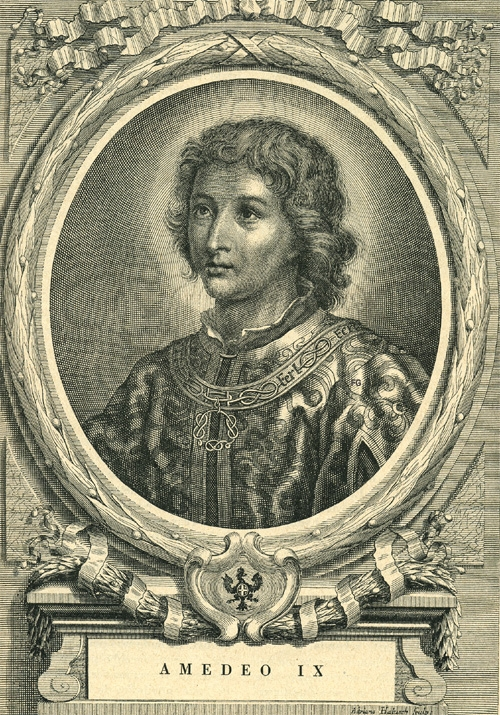
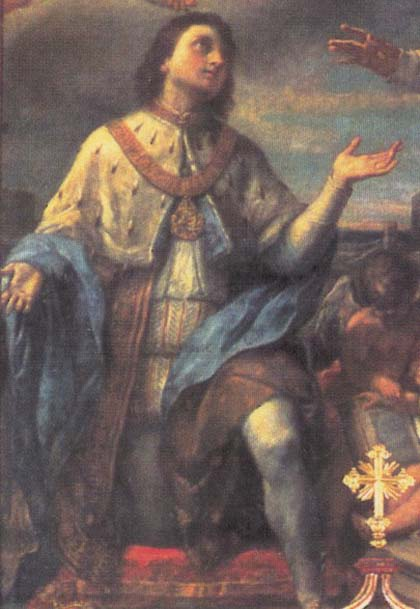
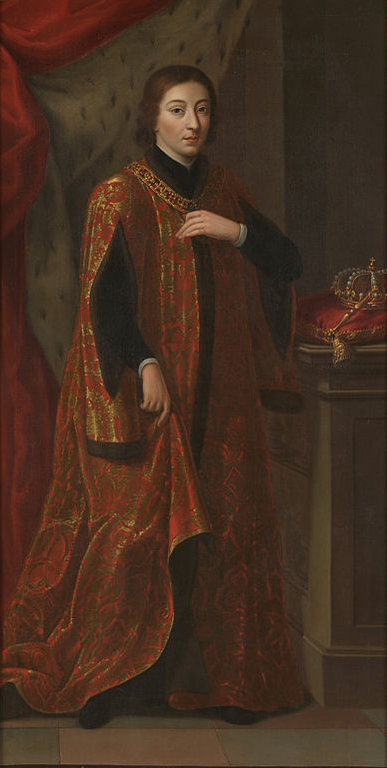
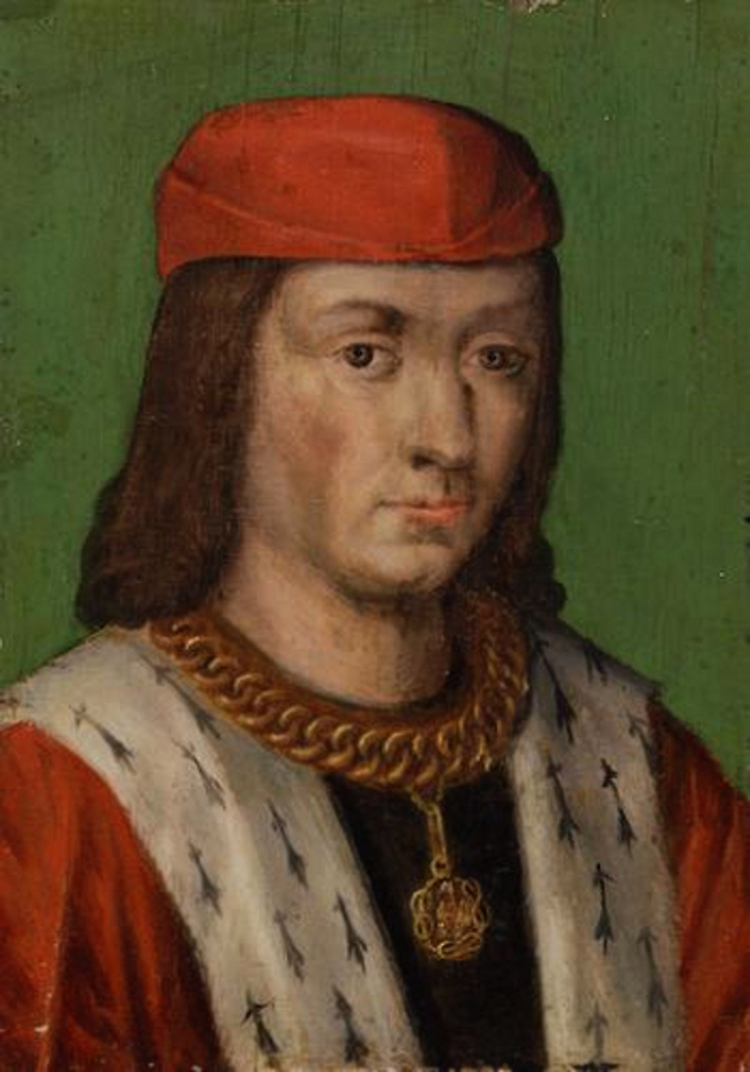
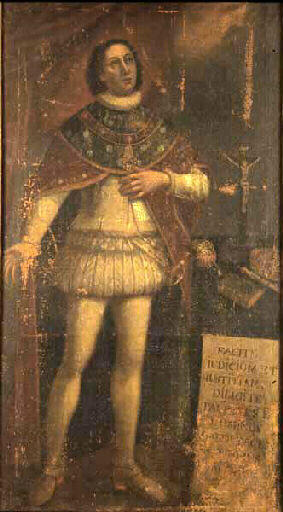
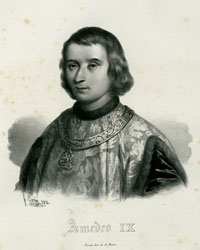

Aucun enfant illégitime connu.